# Rose Namajunas
Rose Gertrude Namajunas (Milwaukee, 29 giugno 1992) è una lottatrice di arti marziali miste statunitense di origini lituane.
Combatte nella divisione dei pesi paglia per l'organizzazione statunitense UFC, nella quale è stata campionessa nel 2021 dopo aver mandato ko Zhang Weili. È stata campionessa di categoria anche dal 2017 al 2019 quando pose fine al regno e all'imbattibilità di Joanna Jędrzejczyk.
È stata finalista del torneo del reality show The Ultimate Fighter 20 e in precedenza ha combattuto anche in Invicta FC.

## Biografia
Rose Namajunas è una statunitense di prima generazione, figlia di immigrati lituani che lasciarono l'allora Unione Sovietica.
All'età di cinque anni inizia a praticare Taekwondo e dopo quattro anni ottiene la cintura nera. In età adolescenziale abbraccia ulteriori arti marziali quali il Karate ed il Jūjutsu prima del passaggio agli sport da combattimento quali Kickboxing, MMA e lotta scolastica. Grazie a questo background risulta una lottatrice particolarmente completa, dotata sia di uno striking tecnico che di ottime qualità nel grappling.
È fidanzata con Pat Barry, lottatore di MMA e kickboxer con un trascorso in UFC e Glory.

## Carriera nelle arti marziali miste

### Dilettantismo
La carriera di Rose Namajunas come lottatrice dilettante di arti marziali miste inizia nel 2010, quando prese parte ad un evento di MMA nel suo Wisconsin dove sconfisse la propria avversaria per KO tecnico alla prima ripresa.
Nel 2011 entrò nel circuito King of the Cage, dove ottenne tre vittorie consecutive, una delle quali per KO tecnico in soli 33 secondi grazie ad un calcio alla testa.

### Invicta Fighting Championships
Nel gennaio del 2013 passa al professionismo e si unisce alla divisione dei pesi paglia nella prestigiosa organizzazione solamente femminile Invicta FC.
Esordisce nell'evento Invicta FC 4: Esparza vs. Hyatt contro la più esperta Emily Kagan (record: 2-0), vincendo per sottomissione durante il terzo round ed ottenendo il premio Submission of the Night.
Nell'aprile dello stesso anno affronta Kathina Catron (record: 2-1), e qui Namajunas compie un capolavoro battendo l'avversaria in soli 12 secondi grazie ad una leva al braccio effettuata in salto: grazie a tale prestazione Rose ottenne nuovamente il riconoscimento Submission of the Night e oltre a quello venne incensita del premio Submission of the Year ai 2013 Women's Mixed Martial Arts Awards.
In luglio Rose viene opposta all'altro astro nascente delle WMMA Tecia Torres, atleta imbattuta e pluricampionessa a livello dilettantistico: l'atleta del Wisconsin riuscì a mettere in difficoltà l'avversaria grazie ad alcuni tentativi di sottomissione, tra questi un ulteriore armbar volante, ma lungo tutti i tre round patì lo striking dell'esplosiva Torres, ed al termine del match tutti i giudici diedero la vittoria a quest'ultima.

### Ultimate Fighting Championship
Nel dicembre 2013 la prestigiosa promozione UFC mise sotto contratto 11 lottatrici dei pesi paglia Invicta FC allo scopo di creare la nuova divisione femminile nella promozione e di lanciare una stagione del reality show The Ultimate Fighter incentrata su tali atlete: Namajunas fu tra le scelte di Dana White.
Nel primo turno del torneo Rose, la quale era la scelta #7 durante la formazione delle due squadre, venne opposta alla #10 australiana Alex Chambers (record: 4-1): la statunitense s'impose per sottomissione al primo round.
In uno scenario dove un'emotiva Rose Namajunas strinse una forte amicizia con le compagne di team Bec Rawlings, Angela Hill ed Angela Magaña, essa a sorpresa si ritrovò ad essere l'unica della squadra qualificata ai quarti di finale, nei quali avrebbe dovuto affrontare l'imbattuta e quotata thaiboxer scozzese Joanne Calderwood: l'incontro come da pronostici non fu semplice per la giovane statunitense, la quale riuscì comunque a risolverlo grazie ad una sottomissione dalla propria guardia, ottenendo l'accesso alla semifinale e, a fine stagione, i premi Fight of the Season e Performance of the Season.
In semifinale riuscì ancora in un'impresa con un'altra vittoria per sottomissione contro la grappler irachena-canadese Randa Markos, raggiungendo la finale valida per il primo titolo dei pesi paglia UFC.
La sfida per il titolo avvenne con l'evento The Ultimate Fighter 20 Finale contro l'esperta campionessa Invicta FC Carla Esparza: Rose soffrì terribilmente l'eccelsa lotta dell'avversaria che portò ripetutamente a terra l'atleta di Milwaukee, la quale non fu mai in grado di impensierire la rivale dalla propria guardia e durante la terza ripresa venne sottomessa per mezzo di un mata leão, arrendendosi e quindi perdendo la possibilità di divenire la prima campionessa dei pesi paglia UFC e, a 22 anni di età, il più giovane campione di una cintura nella storia dell'UFC.
Il 23 maggio avrebbe dovuto affrontare Nina Ansaroff. Tuttavia, la Ansaroff si influenzò il giorno stesso dell'evento; in seguito all'accaduto entrambe le lottatrici vennero rimosse dalla card.
A ottobre affronta Angela Hill all'evento UFC 192. Dopo essersi trovata in difficoltà nei primi minuti dell'incontro, la Namajunas sorprese la sua avversaria intrappolandola con una standing rear-naked choke che la portarono a vincere per sottomissione tecnica al primo round.
A dicembre sostituisce Joanne Calderwood per affrontare Paige VanZant, nel main event di UFC Fight Night 80. Vinse l'incontro dominando al tappeto dal primo al quinto round; in quest'ultimo mise a segno una rear-naked choke che la portarono alla vittoria. Inoltre ottenne il suo primo riconoscimento Performance of the Night.
Il 16 aprile 2016 dovrà affrontare nuovamente Tecia Torres. Il primo match tra le due lottatrici, che si tenne nel 2013 in un evento della promozione Invicta FC, finì con una vittoria per decisione unanima da parte della Torres. Dopo tre intensi round, la Namajunas riuscì a trionfare vincendo l'incontro per decisione unanime.
A luglio affrontò la polacca Karolina Kowalkiewicz all'evento UFC 201, venendo sconfitta per decisione non unanime. Entrambe le atlete vennero premiate con il premio Fight of the Night. Il 15 aprile affronta la karateka Michelle Waterson, che sconfigge per sottomissione al secondo round.

#### Campionessa dei pesi paglia UFC
Il 4 novembre 2017 affronta l'imbattuta campionessa Joanna Jędrzejczyk a UFC 217: con grande sorpresa di addetti ai lavori e tifosi, Rose riesce a mettere KO l'esperta thaiboxer al primo round ottenendo il premio Performance of the Night. Il 7 aprile 2018, a UFC 223, mantiene il titolo nel re-match imponendosi per decisione unanime al termine dei cinque round.

#### Perdita del titolo
L'11 maggio 2019 affronta la brasiliana Jessica Andrade, che al secondo round riesce a metterla KO con una violenta proiezione che le fa perdere i sensi; entrambe le atlete ottennero il premio Fight of the Night. 

## Risultati nelle arti marziali miste
Gli incontri segnati su sfondo grigio si riferiscono ad incontri di esibizione non ufficiali o comunque non validi per essere integrati nel record da professionista.
| Risultato | Record | Avversario            | Metodo                                            | Evento                                 | Data             | Round | Tempo | Città                              | Note                                                           |
| --------- | ------ | --------------------- | ------------------------------------------------- | -------------------------------------- | ---------------- | ----- | ----- | ---------------------------------- | -------------------------------------------------------------- |
| Vittoria  | 13-6   | Tracy Cortez          | Decisione (unanime)                               | UFC on ESPN: Namajunas vs. Cortez      | 13 luglio 2024   | 5     | 5:00  | Denver, Stati Uniti                |                                                                |
| Vittoria  | 12-6   | Amanda Ribas          | Decisione (unanime)                               | UFC on ESPN: Ribas vs. Namajunas       | 23 marzo 2024    | 5     | 5:00  | Las Vegas, Stati Uniti             |                                                                |
| Sconfitta | 11-6   | Manon Fiorot          | Decisione (unanime)                               | UFC Fight Night: Gane vs. Spivak       | 2 settembre 2023 | 3     | 5:00  | Parigi, Francia                    | Debutto nei pesi mosca                                         |
| Sconfitta | 11-5   | Carla Esparza         | Decisione (non unanime)                           | UFC 274: Oliveira vs. Gaethje          | 7 maggio 2022    | 5     | 5:00  | Phoenix, Stati Uniti               | Perde il titolo dei pesi paglia UFC.                           |
| Vittoria  | 11-4   | Zhang Weili           | Decisione (non unanime)                           | UFC 268: Usman vs. Covington 2         | 6 novembre 2021  | 5     | 5:00  | New York, Stati Uniti              | Difende il titolo dei pesi paglia UFC.                         |
| Vittoria  | 10-4   | Zhang Weili           | KO (calcio alla testa e pugni)                    | UFC 261: Usman vs. Masvidal 2          | 24 Aprile 2021   | 1     | 1:18  | Jacksonville, Florida, Stati Uniti | Vince il titolo dei pesi paglia UFC. Performance of the Night. |
| Vittoria  | 9-4    | Jéssica Andrade       | Decisione (non unanime)                           | UFC 251: Usman vs. Masvidal            | 12 luglio 2020   | 3     | 5:00  | Yas Island, Emirati Arabi Uniti    | Fight of the Night                                             |
| Sconfitta | 8-4    | Jéssica Andrade       | KO (slam)                                         | UFC 237: Namajunas vs. Andrade         | 12 maggio 2019   | 2     | 2:58  | Rio de Janeiro, Brasile            | Perde il titolo dei pesi paglia UFC, Fight of the Night        |
| Vittoria  | 8-3    | Joanna Jędrzejczyk    | Decisione (unanime)                               | UFC 223: Khabib vs Iaquinta            | 7 aprile 2018    | 5     | 5:00  | Brooklyn, Stati Uniti              | Difende il titolo dei pesi paglia UFC                          |
| Vittoria  | 7-3    | Joanna Jędrzejczyk    | KO Tecnico (pugni)                                | UFC 217: Bisping vs. St-Pierre         | 4 novembre 2017  | 1     | 3:03  | New York, Stati Uniti              | Vince il titolo dei pesi paglia UFC, Performance of the Night  |
| Vittoria  | 6-3    | Michelle Waterson     | Sottomissione (rear-naked choke)                  | UFC on Fox: Johnson vs. Reis           | 15 aprile 2017   | 2     | 2:47  | Kansas City], Stati Uniti          |                                                                |
| Sconfitta | 5-3    | Karolina Kowalkiewicz | Decisione (non unanime)                           | UFC 201: Lawler vs. Woodley            | 30 luglio 2016   | 3     | 5:00  | Atlanta, Stati Uniti               | Fight of the Night                                             |
| Vittoria  | 5-2    | Tecia Torres          | Decisione (unanime)                               | UFC on Fox: Teixeira vs. Evans         | 16 aprile 2016   | 3     | 5:00  | Tampa, Stati Uniti                 |                                                                |
| Vittoria  | 4-2    | Paige VanZant         | Sottomissione (rear-naked choke)                  | UFC Fight Night: Namajunas vs. VanZant | 10 dicembre 2015 | 5     | 2:25  | Las Vegas, Stati Uniti             | Performance of the Night                                       |
| Vittoria  | 3-2    | Angela Hill           | Sottomissione tecnica (standing rear-naked choke) | UFC 192: Cormier vs. Gustafsson        | 3 ottobre 2015   | 1     | 2:47  | Houston, Stati Uniti               |                                                                |
| Sconfitta | 2-2    | Carla Esparza         | Sottomissione (rear naked choke)                  | The Ultimate Fighter 20 Finale         | 12 dicembre 2014 | 3     | 1:25  | Las Vegas, Stati Uniti             | Per il titolo dei Pesi Paglia UFC                              |
| Sconfitta | 2-1    | Tecia Torres          | Decisione (unanime)                               | Invicta FC 6: Coenen vs. Cyborg        | 13 luglio 2013   | 3     | 5:00  | Kansas City, MO, Stati Uniti       |                                                                |
| Vittoria  | 2–0    | Kathina Catron        | Sottomissione (armbar volante)                    | Invicta FC 5: Penne vs. Waterson       | 5 aprile 2013    | 1     | 0:12  | Kansas City, MO, Stati Uniti       |                                                                |
| Vittoria  | 1–0    | Emily Kagan           | Sottomissione (rear naked choke)                  | Invicta FC 4: Esparza vs. Hyatt        | 5 gennaio 2013   | 3     | 3:44  | Kansas City, KS, Stati Uniti       | Debutto in Invicta FC                                          |